# As-Salih Ajjub

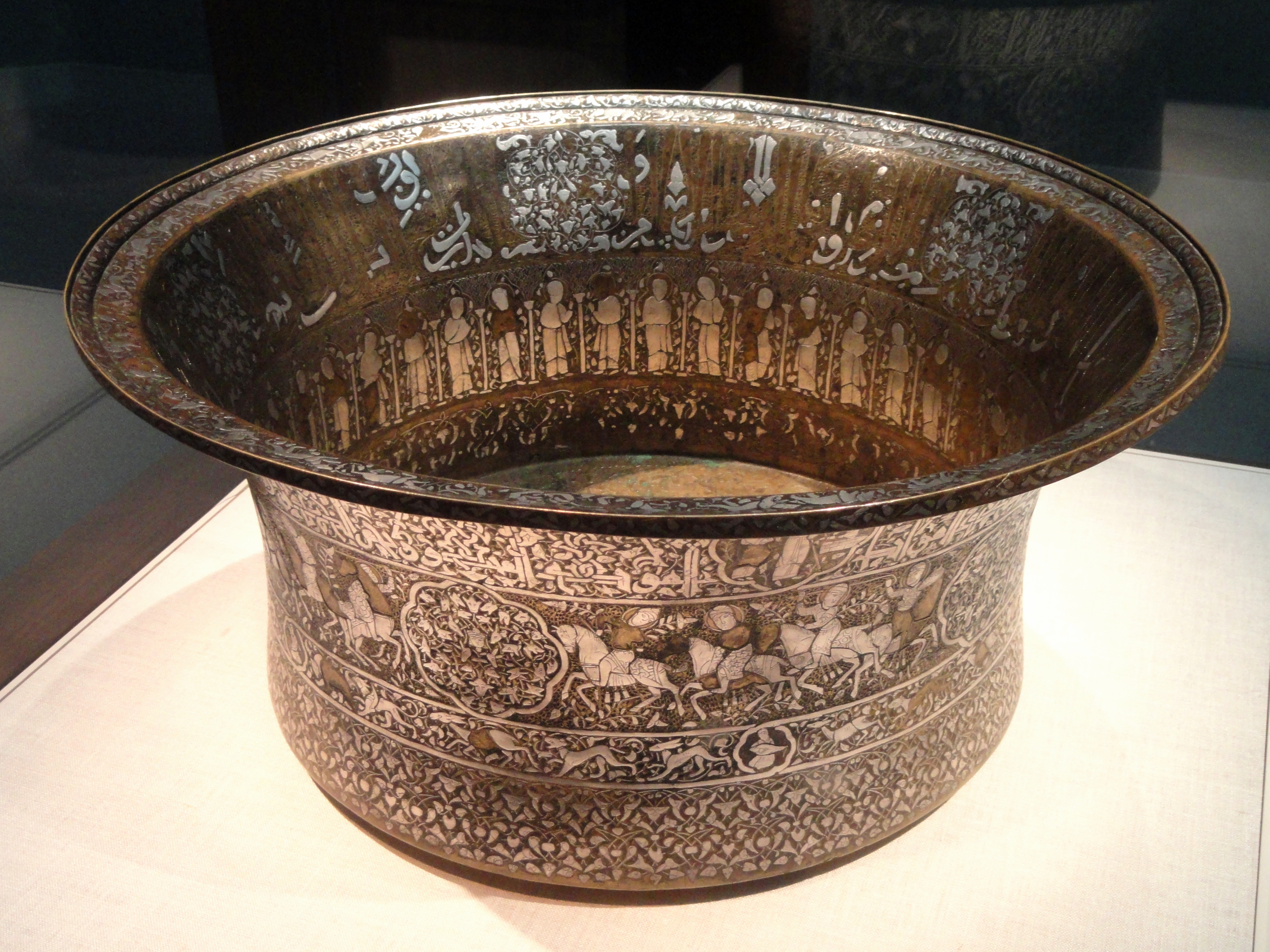
Tzw. Misa Arenberga, wykonana dla As-Saliha Ajjuba, przedstawiająca sceny o charakterze zarówno chrześcijańskim, jak i muzułmańskim. Mosiądz inkrustowany srebrem, obecnie w zbiorach Freer and Sackler Galleries w Waszyngtonie

As-Salih Ajjub, arab. الصالح ايوب (pełne imię: al-Malik as-Salih Nadżm ad-Din Ajjub ibn Muhammad), ur. w Kairze w roku 1206/1207, zm. 21 listopada 1249 w Al-Mansurze – sułtan z dynastii Ajjubidów panujący w latach 1238–1249.

## Życiorys

### Młodość i walka o Egipt
Był najstarszym synem Al-Kamila Muhammada (1218–1238). Od dziecka przeznaczony na następcę swojego ojca, we wrześniu 1228 roku został proklamowany współsułtanem i pozostawiony jako namiestnik w Egipcie, z Fachr ad-Dinem jako doradcą. Wkrótce potem stracił jednak względy ojca ze względu na zakup tysiąca mameluków, w związku z czym zrodziły się podejrzenia, że planuje rebelię. W roku 1229/1230 został wysłany do Al-Dżaziry bez apanażu ani dowództwa, a następcą tronu został ogłoszony jego brat Al-Adil Abu Bakr (1238–1240). Niemniej w ramach pojednania się z synem w roku 1232/1233 Al-Kamil nadał mu Hisn Kajfę (dzis. Hasankeyf) wraz z przyległościami. Po tym jak ziemie stracone w latach 1233–1235 na rzecz Sułtanatu Rumu zostały odzyskane w roku 1236, As-Salih został ustanowiony sułtanem panującym m.in. nad Diyarbakırem, Ruhą, Harranem i Nusaybin. Nie później niż w roku 1237 nawiązał kontakt z Chorezmijczykami, grupą najemników stanowiącą pozostałość po armii ostatniego chorezmszaha Dżalal ad-Dina (1220–1231). Początkowo wszedł z nimi w konflikt, a kiedy wycofał się do Sindżaru, obległ go tam władca Mosulu
Badr ad-Din Lulu (1232–1259). Udało mu się jednak przekonać Chorezmijczyków do przejścia na jego stronę, ci zaś pokonali siły Mosulu i przepędzili armię Sułtanatu Rumu spod Diyarbakıru oraz zdobyli Nusaybin. W nagrodę za ich usługi As-Salih oddał im we władanie prowincję Dijar Mudar.
W międzyczasie w marcu 1238 roku zmarł Al-Kamil - sułtanem Egiptu został Al-Adil Abu Bakr, a niedawno zdobyty przez jego ojca Damaszek został przekazany Al-Dżawwadowi Junusowi, wnukowi Al-Adila (1200–1218). Stało się tak mimo że Al-Kamil obiecał oddać Damaszek we władanie swojemu bratankowi An-Nasirowi Dawudowi (1227–1249). Al-Dżawwad Junus, zdając sobie sprawę ze słabości swojej pozycji, pod koniec 1238 roku zaproponował As-Salihowi wymianę Damaszku na posiadłości w Al-Dżazirze. Ten w styczniu 1239 roku przybył, by objąć miasto w posiadanie, jednocześnie pozostawiając swojemu synowi Al-Mu’azzam Turan Szahowi (1249–1250) rządy w Hisn Kajfie. As-Salih zaczął planować inwazję Egiptu, An-Nasir zaś zaproponował mu wspólne działanie pod warunkiem natychmiastowego oddania mu władzy w Damaszku. Kiedy As-Salih odmówił, An-Nasir dołączył do Al-Adila w Egipcie, którego pozycje osłabiały jednak dezercje i spiski na rzecz jego starszego brata. W maju 1239 roku As-Salih udał się do Nablusu, gdzie czekał na koncentrację swoich syryjskich sojuszników. Dzięki pośrednictwu wysłanników kalifa udało się jednak przygotować pokojowe porozumienie, niemniej gdy miało ono już być podpisane, wuj Ajjuba As-Salih Isma’il (1237–1246), rządzący w Baalbeku, sprzymierzony z Al-Mudżahidem Szirkuhem (1186–1240) z Himsu, zdradziecko zaatakował niebroniony Damaszek, zabrany mu niegdyś przez Al-Kamila. Miasto padło 30 września 1238 roku i syn Ajjuba Al-Mughis Umar został wtrącony do więzienia. As-Saliha Ajjuba opuścili wszyscy żołnierze oprócz osiemdziesięciu mameluków i wpadł on w ręce An-Nasira.
Przez pół roku Ajjub był przetrzymywany w Al-Karaku, twierdzy An-Nasira. Zarówno Al-Adil, jak i As-Salih Isma’il domagali się wydania im więźnia. Z kolei jego uwolnienie negocjował Al-Muzaffar Mahmud (1229–1244) z Hamy, któremu zależało na silnym sułtanie Egiptu, zdolnym do obrony jego niewielkiego księstwa przeciwko tradycyjnej koalicji Damaszku, Himsu i Aleppo. W świetle niedojrzałego postępowania młodego Al-Adila „wszystkie jego nadzieje były skoncentrowane na As-Salihu Ajjubie”. Ostatecznie An-Nasir, już wcześniej rozczarowany do sojuszu z Al-Adilem, uległ namowom Al-Muzaffara i 11 kwietnia 1240 roku uwolnił Ajjuba, uzyskując wcześniej przyrzeczenie, że ten po zdobyciu Egiptu odda mu Damaszek i Al-Dżazirę. Do Chorezmijczyków zostały wysłane wiadomości zachęcające ich do ataku na Aleppo i Hims. As-Salih Ajjub zdobył jednak Egipt bez walki, ponieważ 4 maja tureccy emirowie Al-Adila aresztowali go w Bilbajs i wezwali jego starszego brata do przejęcia władzy. Ten przybył do Kairu 18 maja 1240 roku i został przyjęty jak sułtan. Al-Adil znalazł się w kairskim więzieniu, gdzie zmarł 9 lutego 1248 roku.

### Sułtan Egiptu
Po zdobyciu władzy w Egipcie As-Salih Ajjub skoncentrował się na reorganizacji swojej administracji i armii. Jego doświadczenie z Kurdami, którzy opuścili go w Palestynie w poprzednim roku oraz brak dyscypliny i nielojalność ajjubidzkich oddziałów w Egipcie w stosunku do jego ojca i brata przekonały go do konieczności utworzenia podległego mu osobiście regimentu wyborowych mameluków, na których mógłby polegać. Ajjub przyznał im nadania i urzędy w miejsce emirów z regimentów Kamili i Aszrafi (utworzonych niegdyś przez jego ojca i wuja) oraz zbudował dla nich cytadelę i baraki na wyspie Roda w pobliżu Kairu. Członków tej nowej gwardii sułtana zaczęto nazywać Bahrytami, prawdopodobnie od arabskiej nazwy pobliskiej rzeki Bahr an-Nil.
W nagrodę za swoje usługi An-Nasir Dawud otrzymał od As-Saliha Ajjuba stanowisko wojskowego namiestnika Palestyny, nowy władca Egiptu nie zrobił jednak nic by zdobyć Damaszek i przekazać go An-Nasirowi. Wkrótce obaj ponownie się poróżnili. Tymczasem As-Salih Isma’il, przerażony perspektywą ataku połączonych sił Ajjuba i An-Nasira zawarł sojusz z krzyżowcami. Wielu jego żołnierzy nie chciało jednak walczyć wspólnie z chrześcijanami przeciwko muzułmanom, a część przeszła nawet na stronę Ajjuba. W tej sytuacji szpitalnicy rozpoczęli samodzielne negocjacje z Ajjubem, a wynegocjowany przez nich traktat potwierdził następnie przybyły w październiku 1240 roku do Palestyny Ryszard z Kornwalii. Na jego mocy As-Salih Ajjub zgodził się na wymianę jeńców oraz uznawał zdobycie przez krzyżowców Askalonu oraz potwierdzał przejście na ich rzecz ziem oddanych im w zamian za sojusz przez As-Saliha Isma’ila, tj. twierdz Beaufort i Safed wraz z wyżyną pomiędzy nimi. Ponadto sułtan odstąpił także resztę Galilei, wraz z górą Tabor i Tyberiadą. W rezultacie „Królestwo [Jerozolimskie] odzyskało wszystkie swoje dawne posiadłości na zachód od Jordanu, a na południu cały obszar po peryferie Gazy, z fatalnym wyjątkiem Nabulusu i Samarii”. W ten sposób, odstępując ziemie nad którymi i tak nie sprawował kontroli, As-Salih Ajjub rozbił sojusz As-Saliha Isma’ila i krzyżowców. Egipska ekspedycja z Gazy została pokonana w maju 1242 roku w pobliżu Jerozolimy przez An-Nasira i templariuszy, którzy nie uznawali traktatu z As-Salihem Ajjubem. Po tym jednak jak templariusze 30 października 1242 roku splądrowali Nablus An-Nasir dołączył do oddziałów z Gazy w odwetowych atakach na posiadłości krzyżowców. As-Salih Ajjub nie uznał jednak tych starć za powód do wszczynania wojny z Królestwem Jerozolimskim.
Intensywne walki toczyły się na północy pomiędzy przynajmniej formalnie sprzymierzonymi z As-Salihem Ajjubem Chorezmijczykami oraz syryjskimi Ajjubidami walczącymi pod dowództwem Al-Mansura Ibrahima (1240–1246) z Himsu. Al-Mansur Ibrahim, w późniejszym czasie wsparty także przez siły Sułtanatu Rumu, dwukrotnie pokonał Chorezmijczyków w roku 1241 i 1242, zwycięstwa te jednak nie okazały się decydujące, ponieważ zagrożony mongolską inwazją sułtan Rumu Kaj Chusrau (1237–1246) doprowadził na wiosnę 1243 roku do zawarcia porozumienia, zgodnie z którym Chorezmijczycy otrzymywali Charput (dzis. Elazığ), zaś Al-Muzaffar Ghazi (1220–1247) z Majjafarikinu (dzis. Silvan) Ahlat. Druzgocąca klęska jaką Kaj Chusrau poniósł w czerwcu tego roku pod Köse Dağ sprawiła jednak, że sytuacja na północy uległa całkowitej zmianie zaś Mongołowie zaczęli okupować zarówno Diyarbakır jak i Ahlat. Zszokowani mongolskim zwycięstwem Ajjubidzi próbowali teraz porozumieć się pomiędzy sobą, w rezultacie czego jeszcze we wrześniu As-Salih Isma’il uznał zwierzchnictwo As-Saliha Ajjuba nad Damaszkiem i zgodził się uwolnić jego syna Al-Mughisa Umara. Generalny brak zaufania, podsycony przez treść listów kierowanych przez Ajjuba do Chorezmijczyków, które wpadły w ręce Isma’ila, doprowadził jednak do upadku porozumienia. Przeciwko Ajjubowi powstał sojusz Isma’ila, Al-Mansura, An-Nasira i krzyżowców. Tymczasem poproszeni przez Ajjuba o wsparcie Chorezmijczycy 23 sierpnia 1244 roku zdobyli Jerozolimę, którą następnie doszczętnie splądrowali, po czym dołączyli do jego armii. 17 października połączone siły Chorezmijczyków i armii egipskiej zadały druzgocącą klęskę koalicji syryjskich Ajjubidów i krzyżowców w bitwie pod Harbijją. Niedługo po tym zwycięstwie do Ajjuba dotarły wieści o śmierci jego syna Al-Mughisa w damasceńskim więzieniu i w gniewie nakazał on marsz na Damaszek, do którego jego nadal współdziałające z Chorezmijczykami siły dotarły w kwietniu 1245 roku. As-Salih Isma’il poddał się dopiero w październiku, zrzekając się Damaszku, ale w ramach porozumienia zapewniając sobie, ku wściekłości Ajjuba, Baalbek i Bosrę.
Damaszek został zdobyty przez brata Fachr ad-Dina, Mu'in ad-Dina, a jego pierwszym czynem po zajęciu miasta było zamknięcie bram przed Chorezmijczykami, aby uchronić je przed splądrowaniem. Pozbawieni spodziewanego łupu Chorezmijczycy opuścili wojska As-Saliha Ajjuba i sprzymierzyli się z An-Nasirem (który w związku z tym odzyskał Jerozolimę, Nablus i Hebron) oraz As-Salihem Isma’ilem. Ten ostatni na ich czele natychmiast zaatakował Damaszek. Wbrew jego oczekiwaniom syryjscy Ajjubidzi nie przyłączyli się jednak do niego, a wręcz przeciwnie, Al-Mansur Ibrahim sprzymierzył się z Aleppo i w porozumieniu z As-Salihem Ajjubem wystąpił przeciwko znienawidzonym Chorezmijczykom. Ci odstąpili od oblężenia Damaszku by zaatakować Al-Mansura zostali jednak przez niego całkowicie rozbici w maju 1246 roku w pobliżu Himsu. Był to koniec ich istnienia jako samodzielnej siły, ich resztki rozproszyły się by poszukiwać służby gdzie tylko się dało. As-Salih Isma’il uciekł do Aleppo, zaś siły egipskie zajęły teraz także Baalbek i resztę jego posiadłości. 11 września pod As-Salt został również pokonany An-Nasir Dawud, wkrótce potem oblężony w Al-Karaku. Udało mu się jednak zatrzymać tę twierdzę w swoim posiadaniu w zamian za resztę swoich posiadłości i wydanie służących mu Chorezmijczyków. As-Salih Ajjub domagał się wydania As-Saliha Isma’ila od An-Nasira Jusufa (1236–1260), sułtana Aleppo, ten jednak odmówił spełnienia tej prośby. As-Salih Ajjub znajdował się teraz u szczytu swojej potęgi. W marcu 1247 roku rozpoczął objazd swoich syryjskich posiadłości, rozdzielając różne dobra pomiędzy szkoły, instytucje religijne i miejscowych notabli. Jednocześnie w czerwcu jego wojska pod dowództwem Fachr ad-Dina zdobyły Tyberiadę, a w październiku Askalon.

### VI wyprawa krzyżowa i śmierć
Miesiąc po swoim zwycięstwie nad Chorezmijczykami Al-Mansur zmarł i władcą Himsu został jego syn Al-Aszraf Musa (1246–1263), który został kompletnie zdominowany przez Ajjuba. Jednocześnie nowy władca Hamy, Al-Mansur Muhammad (1244–1284), zawarł małżeństwo z kuzynką An-Nasira Jusufa A'iszą i tym samym znalazł się w orbicie wpływów Aleppo. W roku 1248 As-Salih Ajjub, wówczas już śmiertelnie chory, powrócił do Egiptu, zaś An-Nasir Jusuf zawarł sojusz z Badr ad-Din Lulu i zdobył Hims. Pomimo swojej choroby Ajjub przybył do Damaszku i rozpoczął oblężenie Himsu, jednak jego ciągle pogarszający się stan zdrowia i wieści o gromadzeniu się nowej krucjaty na Cyprze sprawiły, iż zaakceptował ofertę rozejmu zaproponowanego przez wysłanników kalifa i niesiony w lektyce w kwietniu 1249 roku powrócił do Egiptu.
5 czerwca 1249 roku krzyżowcy pod wodzą króla Francji Ludwika IX (1226–1270) wylądowali w pobliżu Damietty i po krótkiej walce na plaży dowodzący armią Ajjubidów Fachr ad-Din opuścił miasto, oddając je przeciwnikowi bez stawiania oporu. Ten skądinąd niewytłumaczalny odwrót prawdopodobnie był spowodowany tym, że Fachr ad-Din chciał być blisko As-Saliha Ajjuba w momencie jego śmierci, tak by móc wziąć udział w nieuchronnej walce o schedę po zmarłym władcy. Ajjub nie miał dość siły by ukarać potężnego emira i nie pozostało mu nic innego niż skoncentrowanie swojej armii w obozie w Al-Mansurze. Z powodu wylewu Nilu Ludwik postanowił przeczekać lato w Damietcie, zaś w tym czasie siły Ajjuba z Damaszku zdobyły Sydon, a An-Nasir Dawud dołączył do An-Nasira Jusufa, pozostawiając w Al-Karaku jedynie swoich synów. Zdobycie tej twierdzy we wrześniu 1249 roku było ostatnim sukcesem As-Saliha Ajjuba. Zmarł w Al-Mansurze 21 listopada 1249 roku.

## Dziedzictwo

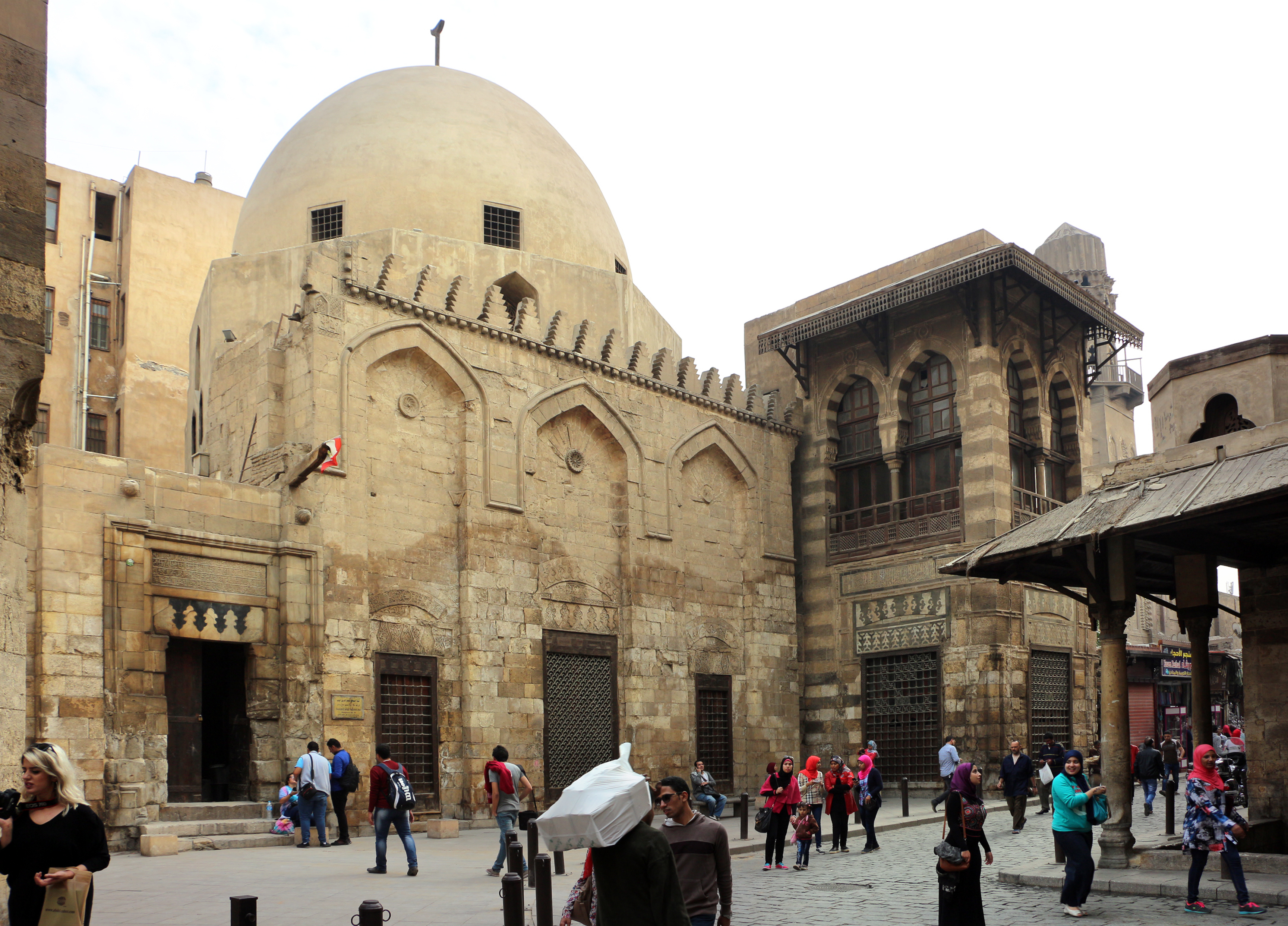
Mauzoleum As-Saliha Ajjuba

W porozumieniu z Fachr ad-Dinem małżonka Ajjuba, Szadżar ad-Durr, zataiła jego śmierć i wezwała do przybycia z Al-Dżaziry jego syna, Al-Mu'azzama Turan Szaha, dla którego wcześniej ojciec sporządził polityczny testament. Jednakże już pół roku później rządy Turan Szaha zostały obalone, a wraz z nimi skończyło się panowanie Ajjubidów w Egipcie. Władzę objęli Mamelucy wywodzący się ze stworzonej przez As-Saliha Ajjuba gwardii Bahrytów. We współczesnej historiografii podkreśla się przełomowy charakter panowania As-Saliha Ajjuba, zwiastującego przejście od starej do nowej dynastii. To za jego rządów nastąpiło odejście od traktowania dominium Ajjubidów jako rodzinnej konfederacji zarządzanej wspólnie przez krewnych na rzecz państwa unitarnego rządzonego przez funkcjonariuszy wyznaczonych przez jego władcę. Gdy w roku 1245 As-Salih Ajjub zdobył Damaszek przestał być on autonomiczną dziedziną ajjubidzkiego księcia, a został stolicą prowincji zarządzanej przez mianowanego przez niego gubernatora. W następnych latach zniesiono autonomię także innych ajjubidzkich państewek w południowej Syrii i „cały region objęto scentralizowaną strukturą administracyjną podlegającą Egiptowi”.
Współgrało to z faktem, że potęga wojskowa sułtana zaczęła opierać się na zawodowym korpusie osobiście mu podległych niewolnych żołnierzy, mameluków. H.A.R.Gibb pisał, iż: „As-Salih Ajjub zerwał z zasadami reżimu Ajjubidów. Nie posiadając osobistych przymiotów na których opierał się autorytet jego poprzedników, a pozwalających im utrzymywać solidarność rodu Ajjubidów, próbował zastąpić ten brak przez budowę wojskowej maszyny (którą kontrolował z bezlitosną surowością) aby wymusić swoją wolę. Innych ajjubidzkich książąt traktował nie jak krewnych, ale jak wrogów (z wyjątkiem prawdopodobnie Al-Muzaffara z Hamy) i stąd dał początek osobistemu reżimowi nie różniącemu się od rządów mameluckich sułtanów, którzy po nim nastąpili. Oficerowie i żołnierze jego nowego korpusu mameluków nie odczuwali żadnej lojalności w stosunku do rodu Ajjubidów, lecz jedynie w stosunku do swoich własnych dowódców; i gdy ich pozycja została zakwestionowana niezwłocznie pozbyli się królewskiej władzy w swoim własnym interesie”. Także Stephen Humphreys zauważa, iż As-Salih Ajjub stworzył „jednolity, scentralizowany reżim ze stolicą w Kairze; w posiadłościach As-Saliha całe zarządzanie poszczególnymi terytoriami zostało przydzielone ludziom należącym do jego wewnętrznego kręgu, albo jego osobistym mamelukom, albo wolno urodzonym emirom, którzy zademonstrowali swoją lojalność w stosunku do niego i ci pełnomocnicy dzierżyli swoje urzędy zgodnie z jego życzeniem. Budując ten reżim As-Salih stworzył model dla Sułtanatu Mameluków”. Humphreys jednak, chociaż również uważa iż ta ewolucja wiązała się z pewnymi osobistymi przymiotami sułtana, zwraca ponadto uwagę na inne czynniki, które do niej doprowadziły: „Za siłę przewodnią stojącą za zmianami As-Saliha może być uważany jego dominujący temperament i głęboko ugruntowane poczucie wyobcowania w stosunku do swoich krewnych i ich tradycji. Z drugiej strony, to wyobcowanie było nie tylko kwestią jego osobowości, ale musi być także postrzegane w kontekście struktury rodziny. Po pierwsze, rządy As-Saliha reprezentowały czwarte pokolenie ajjubidzkiego dominium i panujący książęta nie byli już dłużej bliskimi krewnymi, ale w rezultacie autonomicznymi dynastami, którzy dzielili ze sobą wspólnego eponimicznego przodka. Po drugie, sam As-Salih - nominalnie głowa rodu Ajjubidów - był tylko kuzynem lub bratankiem innych książąt i nie było nikogo innego o wystarczającym starszeństwie i prestiżu, kto mógłby przyjąć jego rolę”.
Ibn Wasil „dał przenikliwy portret Ajjuba, podkreślając połączenie budzącego grozę autorytetu oraz nieśmiałej i introspektywnej samotności. Był małomówny i skromnie żyjący. W przeciwieństwie do swojego ojca nie posiadał szczególnego upodobania w czytaniu i nauce. Nawet jego momenty relaksu z kilkoma wybranymi towarzyszami, w jego madżilis asz-szarab, były poważne i powściągliwe”. Pasją As-Saliha było budownictwo. Oprócz rezydencji na wyspie Roda zbudował także pałace nad brzegami Nilu i w al-Luk, a także nową dzielnicę Kairu, nazywaną od jego imienia As-Salihijja. Ufundował także nową madrasę w Bajn al-Kasrajn dla czterech ortodoksyjnych mazhabów. To obok tej madrasy powstało jego mauzoleum, do którego przeniesiono jego ciało w październiku 1250 roku. Zostało ono odrestaurowane przez Niemiecki Instytut Archeologiczny w Kairze w roku 1993.